# Shandong-Halbinsel
Die Shandong-Halbinsel (chinesisch 山東半島 / 山东半岛, Pinyin Shāndōng bàndǎo, deutsch: Östlich des Berges, dt. Schreibweise auch Schantung-Halbinsel) ist eine Halbinsel im Osten der chinesischen Provinz Shandong östlich des Jiaolai-Tales (胶莱谷地 Jiaolai Gudi), das auch als die Jiaolai-Ebene (Jiaolai Pingyuan 胶莱平原) bezeichnet wird. Sie ist eine der drei großen Halbinseln Chinas und bildet die Grenze zwischen dem Golf von Bohai beziehungsweise Bohai-Meer (Bo Hai) und dem Gelben Meer (Huang Hai). Ihr gegenüber liegt die Liaodong-Halbinsel. Beide Halbinseln sind durch die Bohai-Straße (Bohai Haixie) voneinander getrennt. Die hügelige Halbinsel ist reich an Bodenschätzen.
Größere Städte auf der Halbinsel sind Qingdao, Yantai und Weihai.

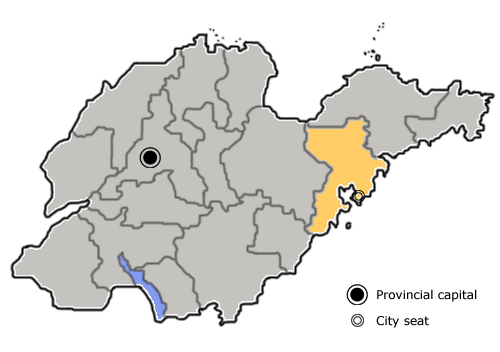
Lage von Qingdao
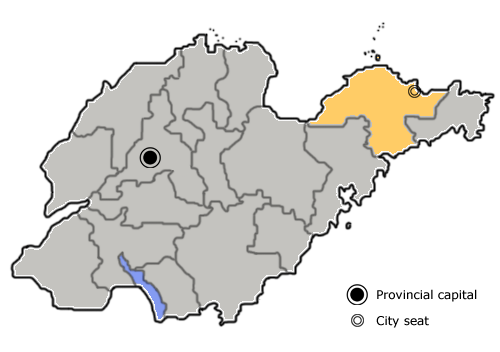
Lage von Yantai
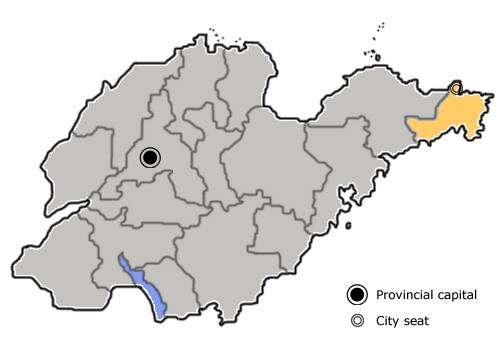
Lage von Weihai

## Sprache
Auf der Shandong-Halbinsel ist neben Hochchinesisch der Dialekt Jiaoliao-Mandarin besonders verbreitet.

## Geschichte
Zu Kolonialzeiten lagen Teile der Shandong-Halbinsel im Herrschaftsbereich des Deutschen Reiches. Nach dem Versailler Vertrag kam es zum sogenannten Shandong-Problem, da China Ansprüche auf dieses Gebiet formulierte, das von Großbritannien und Frankreich bereits dem Japanischen Kaiserreich versprochen war. China konnte die Unterstützung vom US-Präsidenten Woodrow Wilson für den Gebietsanspruch gewinnen und erhielt die Halbinsel 1922 durch die Washington Naval Conference zurück.